# Masdevallia chasei
Masdevallia chasei es una especie de orquídea epífita originaria del oeste de Sudamérica.

## Descripción
Es una orquídea de pequeño tamaño que prefiere el clima cálido, es de hábitos epífitas, con ramicaules erectos  envueltos basalmente por 2-3 vainas tubulares que llevan una sola hoja, apical, erecta, coriácea , estrechamente obovadas, subagudas a obtusas  que poco a poco se reducen por abajo en un pecíolo delgado. Florece en una inflorescencia delgada, erguido a suberecta de 4 a 8 cm de largo  de flores solitarias de 2.5 cm de largo.

## Distribución y hábitat
Se encuentra en Costa Rica y Colombia en los bosques húmedos en las pequeñas elevaciones de 900 a 1800 metros.

## Cultivo
Se debe mantener la planta en sombra parcial. La planta puede ser cultivada en condiciones intermedias. Poner la planta en una maceta con corteza fina, musgo sphagnum o perlita. Regar con regularidad y mantenerla húmeda.

## Sinonimia
- Reichantha chasei (Luer) Luer, Monogr. Syst. Bot. Missouri Bot. Gard. 105: 13 (2006).[1][2]